# アルヘイムフードサービス
アルヘイムフードサービス株式会社（英：ALFHEIM Co.,Ltd.）は、大阪府大阪市住之江区に本社を置く日本の製パン企業。万代の100%子会社。「アルヘイム（ALFHEIM）」の店舗ブランドでベーカリーをチェーン展開する。かつては南海グループに属し、北欧フードサービス株式会社（ほくおうフードサービス）として「HOKUO」の店舗ブランドを使用していた。

## 概要

### 北欧フードサービス
北海道札幌市に本社を置く株式会社北欧（現・株式会社HOKUO）の関西進出にあたり、1985年9月18日に南海電気鉄道との合弁会社北欧フードサービス株式会社として設立。株式会社北欧より技術指導を受け、大阪府と兵庫県でベーカリー「HOKUO」の店舗展開を開始した。当時は株式会社北欧と同じく、スカンジナビア十字の旗が風にたなびくマークと「HOKUO」のロゴを用いていた。
その後、バブル崩壊により株式会社北欧が経営破綻したことで合弁を解消し、南海電気鉄道の子会社となった。
2001年9月、株式会社ハークスレイが南海電気鉄道の保有する発行済み株式の98.4%を取得し、北欧フードサービスはハークスレイの連結子会社となった。それに伴い、本社も難波から住之江区へ移転した。そうした経緯から、店舗網は大阪・ミナミが中心となっている。

### アルヘイムブランドへの変更
2016年7月20日、株式会社北欧フードサービスからアルヘイム株式会社へ商号変更。店舗ブランドも「HOKUO」から「アルヘイム (ALFHEIM) 」へ変更した。
2021年2月1日、アルヘイム株式会社は会社分割を行い、同日付で設立したアルヘイムフードサービス株式会社へ製パン事業を譲渡した。アルヘイム株式会社は同年2月16日付でアルヘイムフードサービスの全株式を株式会社万代へ譲渡。親会社のハークスレイはパンの製造販売事業から撤退すると同時に「ほっかほっか亭」などに事業を集中させる。株式会社万代への譲渡後も、ベーカリーの店舗ブランドは引き続き「アルヘイム（ALFHEIM）」を使用している。同2021年8月31日をもって楽天ポイントのサービスを終了した。
なお、旧運営会社であったアルヘイム株式会社は、2022年2月28日付で株式会社ハークスレイへ吸収合併されている。